# André Giamarchi
André Giamarchi, né le 24 juillet 1931 à Skikda (Philippeville) en Algérie et mort le 25 septembre 2012 à Aix-les-Bains, est un footballeur français.
Il est réputé pour avoir fait le choix de conserver un statut amateur pendant toute sa carrière.

## Biographie
Giamarchi commence sa carrière de joueur de football au Racing-Club de Philippeville puis, arrivé en France en 1953, il joue au FC Annecy jusqu'en 1963, remportant le Championnat de France Amateurs  en 1960 (D3 française). Malgré les sollicitations de clubs professionnels, il reste toute sa carrière à Annecy où il poursuit son activité dans la restauration. 
De 1955 à 1962, André Giamarchi est sélectionné entre 30 et 35 reprises en équipe de France amateur, un record en la matière.
En 1955, il participe à la tournée en Afrique-Occidentale française, au cours de laquelle il marque 11 des 17 buts français. A Barcelone, il fait partie de l'équipe de France lors des Jeux Méditerranéens. En 1957, il prend part à la tournée dans les Antilles françaises (Martinique et Guadeloupe).
Il participe aux Jeux olympiques de 1960, à Rome, comme capitaine. Il est titulaire contre l'Inde, ainsi que contre le Pérou, mais ne joue pas contre la Hongrie. Avant-centre, il inscrit un but contre le Pérou à la 67e minute, mais la France est éliminée au premier tour.
Après sa carrière de footballeur, il est durant la saison 1972-1973 entraîneur du FC Annecy, avec Jean-Claude Lavaud.
André Giamarchi meurt à Aix-les-Bains, le 25 septembre 2012, à l'âge de 81 ans.